# Belgium.be
belgium.be est le site internet portail du gouvernement fédéral belge, rassemblant des informations pratiques concernant les autorités fédérales disponibles sur le Net. Son ancien nom était fgov.be.
L'expression belgium.be est aussi le symbole du souhait du gouvernement belge de faciliter la vie électronique des citoyens belges, des entreprises et des fonctionnaires.